# Pierre Prigent
Pierre Prigent (ur. 1928) – emerytowany profesor teologii, wykładał teologię protestancką na Marc Bloch University w Strasburgu. Zajmuje się początkami chrześcijaństwa, wpływem judaizmu na wczesne chrześcijaństwo i Apokalipsą. Jest autorem licznych książek. Jego książki tłumaczone są na język angielski, niemiecki, włoski, polski i inne.

## Publikacje
- Au nom des Pères
- Aux sources de la liturgie
- Des paroles de Jésus à la Bible
- Dictionnaire grec-français du
- La fin de Jérusalem (1969), polski przekład Upadek świątyni (1975) bądź Upadek Jerozolimy (1999)
- Écoute... c’est Noël
- Flash sur l'Apocalypse (1974), polski przekład Spojrzenie na Apokalipsę (1986)
- Heureux celui qui croit
- Jésus
- L’Apocalypse (1981)
- Les Secrets de l’Apocalypse
- L’Apocalypse de Saint Jean (1988)
- L’épître aux Romains
- L’image dans le judaïsme
- Premiers symboles chrétiens
- Suivre le Christ avec la première épître de Pierre